# Сержант Стаббі
Сержант Стаббі (1916 — 16 березня 1926) — собака та неофіційний талісман 102-го піхотного полку 26-ї піхотної дивізії (Янкі) під час Першої світової війни. Служив 18 місяців та брав участь у 17 боях і чотирьох наступальних операціях на Західному фронті. Врятував свій полк від несподіваних атак іпритом, знайшов поранених та нібито одного разу зловив німецького солдата за штани й тримав його на місці, поки його не знайшли американські солдати. Його дії були добре задокументовані в тогочасних американських газетах.
Стаббі вважається бойовою собакою Великої війни з найбільшою кількістю нагород та єдиною собакою, якій було присвоєно військове звання сержанта за подвиги у боях. Останки Стаббі покояться в Смітсонівському інституті.
Життя Стаббі стало сюжетом для анімаційного фільму 2018 року Сержант Стаббі: американський герой.

## Ранній життєпис
У тогочасних новинах Стаббі описували як бостон-тер'єра або «американського бультер'єра». Описуючи його як собаку «невизначеної породи», Енн Баусум написала, що: «Тигрове цуценя, ймовірно, принаймні частково завдячував родині бостон-тер'єрів, яка еволюціонувала до породи настільки нової, що навіть її назва змінювалася: бостонські круглоголові, американські… і бостонські бультер'єри». Стаббі часто блукав територією кампусу Єльського університету в Нью-Гейвені у штаті Коннектикут. У липні 1917 року його помітили військовослужбовці 102-го піхотного полку під час свого вишколу. Капрал Джеймс Роберт Конрой (1892—1987) забрав собаку собі. Під час переїзду на фронт Конрой сховав Стаббі на борту військового корабля. Коли вони зійшли з корабля у Франції, він непомітно проніс Стаббі під своїм пальтом. Коли командир Конроя виявив, Стаббі віддав йому честь, як його навчили в таборі, й командир дозволив залишити собаку на борту.

## Військова служба

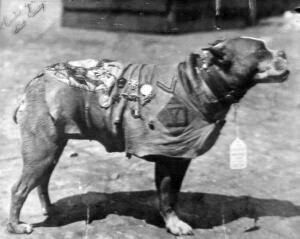
Сержант Стаббі в пальті, з жетоном військовослужбовця та з медалями.

Стаббі служив у 102-му піхотному полку в траншеях у Франції протягом 18 місяців і брав участь у чотирьох наступальних операціях та 17 боях. Він вступив у бій 5 лютого 1918 року в Шемен-де-Дам, на північ від Суассона, і перебував під постійним вогнем, вдень і вночі більше місяця. У квітні 1918 року під час рейду для взяття Сешпрея Стаббі був поранений у передню ногу відступаючими німцями, які закидали противника ручними гранатами. Його відправили в тил для одужання та покращення його морального стану внаслідок перебування на фронті. Одужавши від ран, Стаббі повернувся на фронт.
У перший рік перебування на фронті дихальні шляхи, шкіра та очі Стаббі були враженіь іпритом. Після того, як він одужав, собака повернувся на передову зі спеціально розробленим для захисту протигазом. Згодом він навчився попереджати свій підрозділ про атаки іпритом, знаходити поранених солдатів на нічийній землі, і, оскільки він міг чути шум артилерійських снарядів раніше за людей, став дуже вправним у сповіщенні свого підрозділу, коли саме потрібно ховатися в укриття. Він був єдиним відповідальним за захоплення німецького шпигуна в Мез-Аргоннській операції, що призвело до того, що командир їхнього підрозділу присвоїв Стаббі військове звання сержанта. Після повернення до Шато-Тьєррі з США жінки виготовили Стаббі пальто із замші, на якому були прикріплені його численні медалі. Пізніше він знову отримав поранення — в груди та ногу внаслідок ураження гранатою. Зрештою, у нього було два поранення. Наприкінці війни Роберт Конрой зі Стаббі повернулися додому.

## Після війни

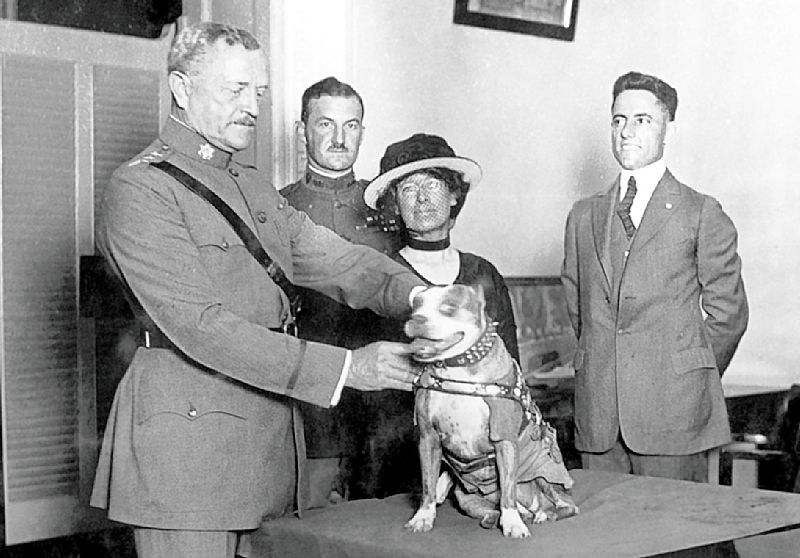
Генерал Джон Першинг нагороджує сержанта Стаббі медаллю від Товариства за гуманне поводження з тваринами на церемонії в Білому домі, 1921 рік

Повернувшись додому, Стаббі став знаменитістю та брав участь у багатьох парадах по всій країні. Він зустрічався з президентами Вудро Вільсоном, Калвіном Куліджем та Ворреном Г. Гардінгом. Він також з'являвся на сценах водевілів, написаних Сильвестром Полі, і був удостоєний довічного членства в Американському легіоні та Християнській асоціації для юнаків (YMCA).
У 1921 році генерал армії Джон Дж. Першинг вручив Стаббі золоту медаль від Товариства за гуманне поводження з тваринами. У тому ж році разом з Конроєм собака навчався в юридичному центрі Джорджтаунського університету і став талісманом команди Джорджтаунського Хояса. Подаючи м'яч у перерві, він штовхав його по полю, на потіху вболівальникам. Ще будучи студентом Джорджтауна, Конрой також працював спеціальним агентом Бюро розслідувань, попередника ФБР.
Стаббі помер уві сні в березні 1926 року. Тіло було збережено за допомогою таксидермії, а його кремани були запечатані всередині скакуна. Пізніше Конрой представив Стаббі Смітсонівському інституту в 1956 році. Таксидермійська собака є частиною постійної колекції в Смітсонівському національному музеї американської історії і зараз демонструється на їхній виставці «Ціна свободи: американці на війні».

## Спадщина

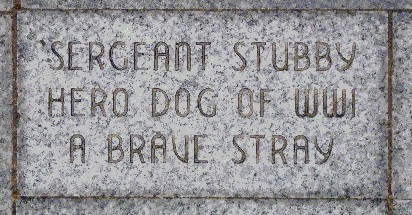
Цегла з іменем сержанта Стаббі на Меморіалі Свободи

Стаббі отримав некролог у New York Times після його смерті в 1926 році. Некролог займав півсторінки, значно більше за обсягом, ніж некрологи багатьох видатних людей того часу.
«Капітолійський художник» Чарльз Вайєр Віппл написав портрет Стаббі. З 2008 по 2009 рік собака був представлений на виставці «Хоробрі звірі» в Легермузеумі в Делфті в Нідерландах. Під час церемонії, що відбулася в День перемир'я в 2006 році, цеглина з іменем Стаббі була розміщена на Алеї пошани на Меморіалі Свободи в Канзас-Сіті в пам'ять про сержанта Стаббі.
Про Стаббі розповідається у, щонайменше, чотирьох книгах. У 2014 році серіал BBC Schools WWI використовував Стаббі як відомого персонажа, щоб більше інформувати дітей про війну, а також створити анімаційний комікс, щоб проілюструвати його життя.
Портрет Стаббі виставлений у Військовому музеї Вест-Нейвена в Коннектикуті.
У травні 2018 року нащадки Роберта Конроя освятили бронзову статую Стаббі в натуральну величину, назвавши її, «Стаббі салютує» роботи Сьюзан Багарі в Меморіалі «Дерева пошани» Коннектикуту в Меморіальному парку ветеранів у Міддлтауні, штат Коннектикут. Статуя вшановує полеглих ветеранів Коннектикуту, звідки родом і Стаббі, і Роберт Конрой.

## Анімаційний фільм
Сержант Стаббі: американський герой — повнометражний анімаційний фільм, заснований на житті та участі у бойових діях першої світової війни Стаббі. Вийшовши на екрани 13 квітня 2018 року, озвучений Логаном Лерманом, Геленою Бонем Картер та Жераром Депардьє, а музику написав номінант на премію «Оскар» Патрік Дойл. Анімація створена студією Mikros Image та ірландсько-американською студією Fun Academy Media Group.
Фільм отримав схвальні відгуки та високі оцінки від кінокритиків і був офіційно схвалений кількома відомими установами, включаючи Humane Society of the United States, Armed Services YMCA, Westminster Kennel Club та United States Centennial War War Commission. Загальнонаціональний прокат фільму в США збігся з показом студійних фільмів «Месники: Війна нескінченності» та «Ремаейдж», а також розширенням визнаного критиками анімаційного фільму про собак «Острів собак» Веса Андерсона.
Фільм отримав загалом позитивні відгуки та численні нагороди, в тому числі золоту нагороду Parents' Choice Foundation і The Dove Foundation 's All Ages Seal of Approval, незважаючи на те, що фільм не містить жодних явних релігійних месиджів.
Незважаючи на початкову невдачу з прокатом, Сержант. «Стаббі» було випущено в більш ніж двох десятках країн. Фільм отримав нагороди фестивалів в Австралії, Франції, Іспанії та Великої Британії. У грудні 2018 року Студія Paramount Pictures придбала фільм для домашнього розповсюдження.
У листопаді 2019 року Fun Academy оголосила про створення нового фан-клубу на основі підписки The Stubby Squad, який пропонує відеопрограмування лише для учасників, завантажувані дії та елемент краудфандингу для розробки майбутніх проєктів Stubby. Вебсайт також пропонує безкоштовний веб-комікс для тих, хто не є учасником клубу, Stubby & Friends, а також подробиці щодо їхніх планів розповісти про решту життя Стаббі, включаючи його гра у водевілях і супровід Конроя на місії як G-man, а також анімаційний телесеріал, який є приквелом до його усиновлення Конроєм.
Було оголошено, що серію розроблятимуть сценаристи Скотт Крістіан Сава (Animal Crackers, The Dreamland Chronicles), Одрі Тейлор (Pet Robots) та Девід Вайз (Черепашки Ніндзя, Бетмен). Вайз помер через кілька місяців після оголошення.